# Josef Glaßner
Josef Glaßner (1810 Opava – 1890) byl rakouský politik, v letech 1862–1864 starosta Znojma.

## Životopis
Narodil se v Opavě v rodině majitele čokoládovny Chocolade-& Candite- Fabrik Gebrüder Glaßner Martina Glaßnera a jeho ženy Juliany, rozené Rieker. Firmu později Josef zdědil a její sídlo přenesl z Dačic do Znojma. Zároveň došlo k přejmenování na Chocolade-& Candite- Fabrik J. F. Glaßner. Protože neměl mužské potomky, prodal firmu v roce 1886 Alexandru Pockovi, otci stejnojmenného znojemského malíře.
Do znojemské politiky se zapojil v roce 1861. O rok později byl zvolen starostou Znojma, kterým zůstal až do roku 1864. V letech 1867–1885 znovu zasedal v obecním výboru. V roce 1870 stál jako člen obecního výboru u zrodu Německého občanského spolku (Deutscher Bürgerverein), obdoby českého sdružení Beseda znojemská.
Z prvního manželství má dvě dcery – Josefu (nar. 1848) a Julii (nar. 1851). Podruhé se oženil 5. května 1857 s Antonií Annou Krausovou, s níž měl také dvě dcery – Marii Antonii (nar. 1858) a Stefanii Antonii (nar. 1860).